# Lepilemur dorsalis
El lémur juguetón de lomo gris (Lepilemur dorsalis), es una especie de lémur, del género Lepilemur. Como todas las especies de lémur, es endémica de Madagascar. Se encuentra amenazada por la pérdida de su hábitat.

## Características
Tienen una masa corporal promedio de 0,5 kg, y su cuerpo mide unos 25 a 26 cm, más una cola de unos 26 a 27 cm. Poseen hábitos arborícolas, y gracias su visión binocular y sus manos y pies aptos para asirse a las ramas, son eximios escaladores, que se transportan por el bosque saltando de árbol en árbol. Se mantienen activos de noche, descansando de día en enredaderas o huecos de árboles.
Se comunican a través de sonidos, prevaleciendo tres llamados principales: sonidos llamados "fuertes", son usados de advertencia territorial preferentemente por los machos, los llamados "de contacto", que son usados principalmente por las hembras para con sus crías, mientras ellas se alejan para buscar alimentos, y los llamados "de contrarreacción", que son usados para aproximarse a otro individuo.
La especie es herbívora, alimentándose principalmente de hojas, y a veces también de frutas. Practican la coprofagia, reingieriendo sus excrementos, para lograr procesar de mejor manera la celulosa que de sus alimentos.

## Reproducción
La especie practica la poliginia, aunque fuera de la temporada reproductiva los machos viven solos, y las hembras lo hacen solas con su progenie, siendo ambos géneros altamente territoriales. Durante la época reproductiva el macho deja su territorio , que puede traslaparse con el de varias hembras, para internarse en el territorio de las hembras. La hembra da a luz a una única cría, que nace usualmente entre agosto y noviembre.

## Distribución
Se los encuentra en el noroeste de Madagascar, principalmente el la isla Nosy Be y en la región de Sambirano. Allí habitan bosques perennifolios lluviosos  y en bosques caducifolios húmedos.